# Метеорски рој
Метеорски рој (или „метеорски пљусак“, „метеорска киша“) представља појаву када већи број метеора привидно долази из једне тачке (или јако мале области) на небу у току краћег временског периода. Метеори се јављају када метеороиди при великој брзини уђу у земљину атмосферу и јонизују слој ваздуха око себе. При рекомбинацији јона долази до појаве светлости која носи назив „метеор“. Већина метеороида мања је од зрна песка. При проласку кроз атмосферу, потпуно испаравају и никад не стигну на површину Земље. Остаци метеороида који доспеју на Земљу називају се метеоритима.

## Узроци појаве метеорских ројева
Метеорски рој се јавља услед међудејства планете (у нашем случају је то Земља) и комете. Комете изгледају као „прљаве грудве“ од леда и камења које орбитирају око Сунца. Сваки пут када се комета приближи Сунцу, лед и други испаљиви материјали испаравају и одређена количина гаса и малих фрагмената комете бива избачена. Ове честице формирају реп комете. Чврсти фрагменти кометних материјала представљају метеороиде. Метеороиди су распоређени по читавој орбити комете и када Земља на својој путањи налети на ове остатке, долази до појаве метеорског роја. Када је активност неког метеорског роја нарочито велика (односно, када се појављује велики број метеора истог роја) говори се о метеорском пљуску. За већину метеорских ројева знају се „родитељска“ тела од којих потичу ситни метеороиди.
Ирски астроном Џорџ Џонстон Стоуни (George Johnstone Stoney, 1826—1911), у сарадњи са британским колегом Артуром Метјуом Велдом Даунингом (Arthur Matthew Weld Downing, 1850—1917), као и (независно од њих) Адолф Берберих (Adolf Berberich) са Краљевског института за астрономске прорачуне из Берлина, били су први који су 1890. године изнели претпоставку о постојању потока метеороида, након што су израчунали путању честица које избацује комета и које се у односу на њу крећу релативно малом брзином. Из орбиталне механике проистиче да се већина материјала креће паралелно с кометом, са врло малим радијалним брзинама. Ови токови се примећују на фотографијама комета начињених на средњим инфрацрвеним таласним дужинама, као честице распоређене испред и иза комете.
Гравитационо привлачење планета одређује да ли ће ови токови погодити Земљу или не. Најчешће потоци метеороида заобилазе Земљу, али постоје случајеви када им се орбите укрсте са Земљом.
Е. Д. Кондратјева и Е. А. Резњиков са Државног универзитета у Казању су 1985. били први који су тачно одредили године из којих потичу честице одговорне за неколико прошлих појављивања Леонида. У предвиђању пљуска Леонида за 1999. Американци Роберт Мекнаут (Robert H. McNaught) и Дејвид Ашер (David Asher), и Финац Еско Литинен (Esko Lyytinen) су први применили овај метод на западу. Питер Џенискенс (Peter Jenniskens) је објавио предвиђања „метеорских ројева“ и „метероских пљускова“ које ће изазвати постојећи трагови у наредних 50 година
Током дужих временских периода, метеороидски потоци имају сложену еволуцију. Један ефекат је последица Јупитеровог утицаја на комету и метеороиде који остају за њом, јер их Јупитер увлачи у резонантне орбите. Тела у резонантним орбитама задржавају релативни положај у односу на Јупитер, чиме се ствара посебна компонента роја која се назива „филамент“.
Други ефект је последица блиског проласка планете. Када метеороиди пролазе близу Земље, неки од њих бивају убрзани а други успорени. Убрзане честице прелазе на ширу орбиту, а успорене на ужу, па долази до процепа у структури метеороидске струје. Ефекат Јупитера на ове честице је још израженији, јер му прилазе у афелу, када су и најспорије.
Трећи ефекат је последица притиска зрачења које „одгурује“ лакше честице од Сунца, док теже честице (од којих настају болиди) мање мењају орбиту. Као последица овог ефекта неки метеорски ројеви обилују слабијим, а други сјајнијим метеорима.
На метеороидски поток има утицај и четврти, Поинтинг-Робертсонов ефекат, због којег ситне честице полако спирално пониру ка Сунцу услед Сунчевог зрачења, и његове рерадијације која није изометрична када се посматра са Сунца.
Укупна последица свих ефеката је шири метеороидски траг.
Сударањем метеори мењају путању и губе припадност своме роју, те постају део „фона спорадичних (случајних) метеора“.

## Радијант
Како се метеороиди у једном потоку крећу паралелним орбитама и са истим брзинама, за посматрача са Земље изгледа да метеори „излазе“ из једне тачке на небу. Ова „тачка“ се назива радијант и јединствена је за сваки рој. Овај ефекат се јавља због перспективе, истог узрока због кога се чини да се паралелне шине секу у даљини.
Метеорски ројеви се називају по латинском називу сазвежђа у коме се налази радијант (Персеиди, Леониди). Ако у истом сазвежђу постоји више радијаната, ројеви се именују по ближој звезди (π-Пупиди, η-Аквариди) или по региону сазвежђа (северни и јужни Тауриди). Радијанти се привидно полако крећу преко неба како се Земља креће око Сунца, и метеорске организације у свету обезбеђују одговарајуће мапе „помака радијанта“.

## Физички параметри метеорских ројева
Метеорски ројеви се при анализи описују одређеним физичким параметрима, пре свега брзином метеора (v∞), бројношћу и популационим индексом.
Како сви метеори који припадају једном роју потичу од истог тела, то се и крећу приближно једнаким брзинама. Код визуелних ројева у најспорије спадају јунски Ботиди и децембарски Фенициди са брзином од 18 км/ч, док су најбржи Ориониди и Леониди чија брзина достиже 71 км/ч. У случају ројева са блиским радијантима, припадност метеора неком роју се може одредити и на основу брзине.
Бројност метеора се описује зенитном часовном фреквенцом (енгл. Zenithal Hourly Rate, ЗХР). ЗХР представља број метеора који би видео савршен посматрач под савршеним условима када би радијант био у зениту. Савршени посматрач и савршени услови не значе да посматрач види све метеоре већ претпостављена максимална гранична магнитуда износи 6,5. Осим корекције на граничну магнитуду, у формули за ЗХР фигуришу и корекције на облачност, као и на висину радијанта (ако је радијант на хоризонту посматрач може да види само половину од броја метеора које би видео да је радијант у зениту). Неки ројеви имају ЗХР од 1—2, док Квадрантиди, Персеиди и Геминиди имају очекивани ЗХР већи од 100. ЗХР може да варира од године до године у зависности од тога кроз који део метеороидског потока Земља пролази. По правилу, у млађим слојевима/ројевима има више метеороида, али су они у просеку мање масе него код старијих слојева/ројева (јер Сунчев ветар одува ситније честице).
Популациони индекс показује колико пута више метеора једне магнитуде него оних који су за једну магнитуду сјајнији. Због већ поменуте разлике у слојевима роја које зависе од старости потока, код млађих потока популациони индекс је већи него код старијих потока. Популациони индекс се коригује редовним посматрањима, а износи око 2,5 (од 2,0 код π-Пупида и α-Центаурида до 3,2 код јужних δ-Акварида и Писцис аустринида).
Активност метеорског роја варира од роја до роја, али оквирно су активни од неколико дана до неколико недеља.

## Значајни метеорски ројеви
Најпопуларнији метеорски рој су Персеиди, чији је максимум око 12. августа, често са више од 1 метеора у минути у време максимума.
Рој Леонида, називан и „Краљ метеорских ројева“ представља најспектакуларнији метеорски рој. На приближно сваке 33 године Леониди се јављају у облику „метеорског пљуска“, са стотинама и хиљадама метеора на сат. Управо су Леониди изнедрили термин „рој“, јер други метеорски ројеви ретко имају више од 2 метеора у минути. Последњи велики пљускови Леонида су се догодили 1933. и 1966. године, док је очекивани пљусак 1999. био далеко мање спектакуларан. Мада и различитим областима на Земљи се предвиђа различит ЗХР, па је 1999. највећа активност Леонида посматрана из Монголије. Када Леониди не „пљуште“, активност им је мања него код Персеида.
„Велики“ ројеви су метеорски ројеви који се појављују сваке године без изузетка и чији је ЗХР у максимуму већи од 10. Тренутно има девет великих ројева, и ова листа је стабилна бар од 1950. Хронолошки, по времену максимума, велики ројеви су:
- Квадрантиди
- Лириди
- η-Аквариди
- δ-Аквариди
- Персеиди
- Ориониди
- Леониди
- Геминиди
- Урсиди

### Дневни ројеви
Неки ројеви су активни само током дана, што онемогућава њихово визуелно посматрање. За анализу ових ројева користе се радио-посматрања, па се често називају дневни радио-ројеви. Најактивнији дневни радио-ројеви су Ариетиди (максимум око 7. јуна) и ζ-Персеиди (максимум око 9. јуна).

## Ванземаљски метеори
Свако тело у Сунчевом систему са довољно провидном атмосфером може имати метеорске ројеве. Познати су марсовски метеорски ројеви, али се они разликују од земаљских због разлике у орбитама Марса и Земље. Како је густина атмосфере на висинама на којима се јављају метеори приближно иста, само релативно спорије кретање Марса може узроковати јављање релативно мање сјајних метеора. Марсов истраживачки ровер је 7. марта 2004. панорамском камером снимио бљесак за који се верује да потиче од марсовског метеорског роја чије је родитељско тело комета 114P/Wiseman-Skiff. Нека тела дају ројеве на обе планете – η-Аквариди на Земљи и претпостављени λ-Геминиди на Марсу потичу од комете .